# Alfred Tofft
Alfred Tofft (Copenhaguen, Dinamarca, 2 de gener, 1865 - idem. 30 de gener, 1928) fou un compositor danès.
Primerament es dedicà al comerç, i després estudià música amb Nebelong i Bohlmann, establint-se a Copenhaguen com a professor de teoria i composició. Va passar a la música als 20 anys i va debutar el 1887 com a organista i compositor a l'església de Sant Joan de Copenhaguen. En el seu país va adquirir gran renom com a compositor de música vocal (cors i lieder). Fou crític musical del "Berlinsgke Tidende" i president de l'Associació de Compositors Danesos.
És autor de dues òperes Vifandala (1898) i Anathema (1928) ambdues estrenades amb èxit i de diverses col·leccions de peces per a piano i violí.